# Pascual Nacaratti
Pascual Nacaratti, a veces también escrito como Pascual Nacarati  (Buenos Aires, 7 de mayo de 1907-Buenos Aires, 1 de agosto de 1987) fue un actor de cine, televisión y teatro argentino.

## Carrera profesional
Comenzó su trabajo en el teatro en la compañía de Pepito Petray y se vinculó al teatro independiente en los primeros años de este junto a participantes tan importantes como César Tiempo, Celia Podestá y León Mirlas. Con Leónidas Barletta fundó el Teatro del Pueblo en 1930. En 1943 fundó el Teatro del Arte en el que debutó como director e intérprete en el Tartufo de Molière.
Más adelante actuó con grandes intérpretes como Orestes Caviglia, Mecha Ortiz, Rosa Rosen y Berta Singerman en La mujer de Saigón, Las alegres comadres de Windsor, El mercader de Venecia y La dama del mar, entre otras obras.
Al caer derrocado Perón integró junto a Francisco Armisén, Ángel Boffa, Iván Grondona, Pedro Laxalt, Julián Bourges, Alfredo Noli, Mario Faig, Claudio Martino, Luis Capdevila, Pedro Tocci y Pablo Raccioppi la comisión provisional que dirigió la Asociación Argentina de Actores hasta que fue intervenida por el nuevo gobierno. Cuando Francisco Petrone retornó en 1955 de su exilio, Nacaratti se integró en el elenco que trabajaba en el Circo Teatro Arena que había fundado Petrone en una carpa en Plaza Once.
Actuó en radioteatros y en televisión. En 1954 participó en Mi camarín, considerado "uno de los unitarios más importantes de los primeros años de la televisión argentina" protagonizado por Nedda Francy con la actuación y dirección de Esteban Serrador sobre libretos de Wilfredo Jiménez y Doura Caramella. Al año siguiente trabajó en Gran Teatro Estrella, un programa televisivo con adaptaciones de Wilfredo Jiménez.
En cine, tras su debut en Santos Vega (1936) participó en Los afincaos (1941), una producción fílmica vinculada al Teatro del Pueblo, así como en otros filmes. Fue protagonista junto a Oscar Rovito de la película Sin familia (1958).
Realizó actividad gremial en las direcciones de la Asociación Argentina de Actores y en la Casa del Teatro.

## Filmografía
Actor
- Juan Manuel de Rosas (1972)
- Escándalo en la familia (1967)
- Los tímidos visten de gris (inédita) (1965)
- Esquiú, una luz en el sendero (1965)
- Tres veces Ana (1961)
- Sin familia (1958)
- Procesado 1040 (1958) …Policía
- La hermosa mentira (1958)
- La sombra de Safo (1957)
- El satélite chiflado (1956)
- Canario rojo (1955)
- Con el más puro amor (1955)
- Sinfonía de juventud (1955)
- María Magdalena (1954)
- Sucedió en Buenos Aires (1954)…Antonelli
- Dringue, Castrito y la lámpara de Aladino (1954)
- Armiño negro (1953)
- Facundo, el tigre de los llanos (1952)
- Torrente indiano (1952)
- Romance en tres noches (1950)
- Hombres a precio (1949)
- Nace la libertad (1949)
- La cuna vacía (1949)
- La Secta del trébol (1948)…Johnson
- Juan Moreira (1948)
- El misterioso tío Silas (1947)…Dick
- Santos Vega vuelve (1947)
- Nunca te diré adiós (1947)
- Los afincaos (1941)
- Santos Vega (1936)

## Televisión
- 1980-1981: Hilda (serie), como Demetrio Ojeda.